# John Fraser (Schauspieler)
John Fraser (* 18. März 1931 in Glasgow, Schottland; † 7. November 2020) war ein britischer Film- und Theaterschauspieler.

## Leben und Werk
John Fraser begann seine professionelle Schauspielerlaufbahn noch als Schüler und kam zu ersten Bühnenrollen. Ab 1953 kam er zu verschiedenen Rollen im Kino und spielte in Kriegsstreifen mehrfach junge Soldaten. Bekannt wurde Fraser vor allem in den 1960er Jahren, als er zu Großbritanniens erfolgreichen Kinoschauspielern gehörte und häufiger Hauptrollen spielte. Für seine Darstellung des Alfred Bruce Douglas in Ken Hughes’ Der Mann mit der grünen Nelke (The Trails of Oscar Wilde), einem Film über das Leben von Oscar Wilde, wurde er 1960 für den British Film Academy Award nominiert. Weitere bedeutende Rollen spielte er in Anthony Manns Historienfilm El Cid (als „König Alfonso“), in Roman Polańskis Thriller Ekel als unglücksseliger Verehrer von Catherine Deneuves Hauptfigur sowie in Karel Reisz’ Filmbiografie Isadora über die Tänzerin Isadora Duncan. Während die Kinoangebote ab den 1970er-Jahren nachließen, spielte er bis Mitte der 1990er-Jahre diverse Gastrollen in Fernsehserien wie Doctor Who, Columbo, Randall & Hopkirk – Detektei mit Geist und The Bill.
2004 erschien seine Autobiografie Close Up, in der sich der zeitweilig als „Frauenschwarm“ vermarktete Fraser als schwul outete. In dem Buch gab er unter anderem sehr offen Auskunft über Zeitgenossen wie Dirk Bogarde, Laurence Harvey und Rudolf Nurejew sowie über den Umgang mit Homosexualität im britischen Showgeschäft, zu einer Zeit, als diese noch strafbar war. Um die Jahrtausendwende hatte Fraser seine Schauspielkarriere weitgehend beendet und verbrachte seinen Ruhestand mit seinem Lebensgefährten auf einem Landsitz in der Toskana. Er starb im November 2020 im Alter von 89 Jahren nach einjähriger Krebserkrankung.

## Filmografie (Auswahl)
- 1953: Die Wüstenratten (The Desert Rats)
- 1953: Der Untergang der Titanic (Titanic)
- 1955: Mai 1943 – Die Zerstörung der Talsperren (The Dam Busters)
- 1955: Meine bessere Hälfte (Touch and go)
- 1957: The Good Companion
- 1958: ... denn der Wind kann nicht lesen (The Wind can not read)
- 1960: Der Mann mit der grünen Nelke (The Trials of Oscar Wilde)
- 1960: Einst ein Held (Tunes of Glory)
- 1961: El Cid
- 1961: Die Bucht der Schmuggler (Fury at Smuggler’s Bay)
- 1962: Walzer der Toreros (Waltz of the Toreadors)
- 1962: Picknick um Mitternacht (Tamahine)
- 1965: Ekel (Repulsion)
- 1965: Sherlock Holmes’ größter Fall (A Study in Terror)
- 1965: Geheimaktion Crossbow (Operation Crossbow)
- 1968: Isadora
- 1969: Randall & Hopkirk – Detektei mit Geist (Randall & Hopkirk (Deceased), Fernsehserie, 1 Folge)
- 1972: Columbo: Alter schützt vor Torheit nicht (Dagger of the Mind, Fernsehreihe)
- 1975: Die Puppe (The Doll, Fernsehserie)
- 1976: Amok (Schizo)
- 1981: Doctor Who (Fernsehserie, 3 Folgen)
- 1983: Detektei Blunt (Agatha Christie’s Partners in Crime, Fernsehserie, 1 Folge)
- 1985: Lügenspiele (Truth or Dare)
- 1985–1986: The Practice (Fernsehserie, 47 Folgen)
- 1995: Im Auftrag des Teufels (Devil's Advocate, Fernsehfilm)
- 1995, 1996: The Bill (Fernsehserie, 2 Folgen)